# Anthurium macrophyllum
Anthurium macrophyllum är en kallaväxtart som först beskrevs av Olof Swartz, och fick sitt nu gällande namn av Heinrich Wilhelm Schott. Anthurium macrophyllum ingår i släktet Anthurium och familjen kallaväxter. Inga underarter finns listade.